# Bibio generi
Bibio generi är en tvåvingeart som beskrevs av Gil Collado 1932. Bibio generi ingår i släktet Bibio och familjen hårmyggor.
Artens utbredningsområde är Spanien. Inga underarter finns listade i Catalogue of Life.